# Eyong Enoh
Eyong Tarkang Enoh (Kumba, 23 de março de 1986) é um futebolista camaronês que atua como meio-campista.

## Carreira
Após passar pelas categorias de base de Mount Cameroon Football Club, Mağusa Türk Gücü e Türk Ocağı Limassol (estes dois últimos do Chipre do Norte), Enoh começou sua carreira profissional em 2007, no Ajax Cape Town, mas ficou apenas um ano na equipe sul-africana. Em 2008 foi para o Ajax.

## Seleção
Enoh estreou na Seleção Camaronesa em 2009, contra a Seleção de Marrocos. Fez parte da campanha de classificação dos Leões Indomáveis para a Copa de 2010, e disputou a Copa das Nações Africanas do mesmo ano. Ele representou o elenco da Seleção Camaronesa de Futebol no Campeonato Africano das Nações de 2015.